# Liste deutscher Sprachvereine
Die Liste deutscher Sprachvereine enthält Vereine, Stiftungen und Institutionen, die die deutsche Sprache schützen, pflegen oder fördern wollen und im deutschen Sprachraum beheimatet sind oder waren.

## Nicht mehr bestehende Vereine

### Sprachgesellschaften der Barockzeit (Auswahl)
- Fruchtbringende Gesellschaft, 1617 bis 1680, siehe auch Neue Fruchtbringende Gesellschaft (seit 2007)
- Aufrichtige Tannengesellschaft, 1633 bis um 1670
- Deutschgesinnte Genossenschaft, 1643 bis 1705
- Elbschwanenorden, 1656 bis 1667
- Deutsche Gesellschaft, 1727 bis 1945

### Weitere nicht mehr bestehende Vereine
- Potsdamer Verein für deutsche Sprache, 1848 bis 1859
- Allgemeiner Deutscher Schriftverein, 1890 bis 1898
- Allgemeiner Deutscher Sprachverein (ADSV), 1885 bis 1943
- Germanischer Sprachverein, 1933 bis 1948
- Bubenberg-Gesellschaft Bern, 1947 bis 1999; indirekte Nachfolge: Sprachkreis Deutsch, siehe unten
- Verein für Sprachpflege Hamburg, 1963 bis 2002
- Verein zur Beförderung der Deutschen Reinsprache, 1848 bis 1865

## Ältere Vereine(Gründungen bis 1980)

### Förderung und Pflege der deutschen Sprache
- Deutscher Schul- und Sprachverein für Nordschleswig (DSSV), gegründet 1945 (Dänemark)
- Gesellschaft für deutsche Sprache, gegründet 1947
- Verein Muttersprache, Wien, gegründet 1949, vormals Deutscher Sprachverein, Wiener Zweig (1889 bis 1943)
- Schweizerischer Verein für die deutsche Sprache (SVDS; vormals Deutschschweizer Sprachverein, DSSV), gegründet 1904[1]
- Sprachkreis Deutsch / Bubenberg-Gesellschaft Bern (SKD), 1947 (bernerland.ch)

### Förderung der deutschen Sprache und Literatur
- Pegnesischer Blumenorden (P.Bl.O.), gegründet 1644

### Für deutsche Schrift
- Bund für deutsche Schrift und Sprache (BfdS), gegründet 1918 als „Bund für deutsche Schrift“

### Für gemäßigte Kleinschreibung
- Bund für vereinfachte Rechtschreibung (BVR), gegründet 1924

### Mundartpflege
- Oecher Platt 1907 e. V., zur Pflege, Förderung und Erhaltung der Aachener Mundart[2]
- mundartforum (vormals Verein Schweizerdeutsch, vormals Bund Schwyzertütsch), gegründet 1938[3][4]
- Muettersproch-Gsellschaft e. V., für den alemannischen Sprachraum, gegründet 1966 in Freiburg im Breisgau
- Verein zur Bewahrung des unterfränkischen Dialektes e. V.

## Jüngere Vereine(Gründungen ab 1980)

### Förderung der deutschen Sprache
- Deutscher Kulturrat, Namibia, gegründet 1989
- Palmbaum e. V., gegründet 1993

### Pflege der deutschen Sprache
- Verein Deutsche Sprache e. V. (VDS), gegründet 1997, überwiegend gegen Anglizismen und „Gendersprache“
- Interessengemeinschaft Muttersprache in Österreich, Graz (IGM), gegründet 1998, gegen Anglizismen
- Sprachrettungsklub Bautzen/Oberlausitz e. V. (SRK), gegründet 1998, gegen Anglizismen und für Sprachpflege
- Neue Fruchtbringende Gesellschaft zu Köthen/Anhalt e. V. – Vereinigung zur Pflege der deutschen Sprache, gegründet 2007

### Kritik an der Rechtschreibreform
- Arbeitsgemeinschaft für deutsche Sprache e. V. (AfdS), gegründet Mitte der 1990er Jahre, um „die Rechtschreibreform zu kippen“
- Berliner Verein für deutsche Rechtschreibung und Sprachpflege, gegründet Mitte der 1990er Jahre zur Bekämpfung der Rechtschreibreform
- Verein für deutsche Rechtschreibung und Sprachpflege e. V. (VRS), gegründet 1997 zur Bekämpfung der Rechtschreibreform
- Arbeitskreis Unsere Sprache (ARKUS), gegründet 1998, gegen Anglizismen und Rechtschreibreform
- Lebendige deutsche Sprache e. V. (LDS), gegründet 2000, laut eigener Website „für die sofortige Rücknahme der Rechtschreibreform!“
- Verein für Sprachpflege e. V. (VfS), gegründet 2000, gegen Rechtschreibreform und Anglizismen, Publikation: Deutsche Sprachwelt
- Forschungsgruppe Deutsche Sprache e. V. (FDS), gegründet 2002, Sprachforschung, jedoch laut wohlgesinnter Bewertung[5] „die FDS zusammen mit den Beiratsmitgliedern und Sympathisanten im Hintergrund eine beachtenswerte kampfstarke Gruppe“ – gegen die Rechtschreibreform
- (Münchner) Rat für deutsche Rechtschreibung e. V., Gegengründung (2004) zum offiziellen Rat für deutsche Rechtschreibung (siehe unten)
- Initiative „Unsere Deutsche Sprache“ (IUDS), gegründet 2005, gegen Anglizismen und Rechtschreibreform
- Aktion Deutsche Sprache e. V. (ADS), gegründet 2006 von ehemaligen VDS-Mitgliedern, gegen Anglizismen und Rechtschreibreform
- Schweizer Orthographische Konferenz, Arbeitsgruppe des Sprachkreises Deutsch (s. o.), gegründet 2006

### Mundartpflege
- Akademie för uns kölsche Sproch, gegründet 1983
- Bairische Sprache und Mundarten Chiemgau e. V., gegründet 2001
- Bärndütsch-Verein, gegründet 1991
- Förderverein Bairische Sprache und Dialekte (FBSD), gegründet 1989[6]
- Basler Interessengemeinschaft Dialekt, gegründet 2008[7]
- Dachverband der Dialekte Baden-Württemberg, gegründet 2023

## Sprachstiftungen
- Henning-Kaufmann-Stiftung für die deutsche Sprache,[8] gegründet 1978, vergibt den Deutschen Sprachpreis
- Stiftung Deutsche Sprache, gegründet 2001,[9] korrespondierendes Mitglied der Deutschen UNESCO-Kommission
- Theo-Münch-Stiftung für die Deutsche Sprache, gegründet 2001

## Staatlich geförderte Sprachinstitutionen
- Deutsche Akademie für Sprache und Dichtung (DASD), gegründet 1949
- Gesellschaft für deutsche Sprache (GfdS), gegründet 1947
- Goethe-Institut, gegründet 1951
- Deutscher Sprachrat GbR, gegründet 2003 (Träger: DAAD, GfdS, Goethe-Institut, IDS)

## Amtliche Institution
- Rat für deutsche Rechtschreibung (RdR), gegründet 2004, die offizielle zwischenstaatliche Kommission zur Beobachtung der Rechtschreibung